# Грегорио Антонио Мария Салвиати
Грегорио Антонио Мария Салвиати (на италиански: Gregorio Antonio Maria Salviati; * 12 декември 1727, Рим; † 5 август 1794, Рим) е от 1777 г. италиански кардинал на римско-католическата църква.

## Произход и духовна кариера
Той е син на Джовани Винченцо Салвиати, херцог на Джулиано, и на Анна Мария Бонкомпани Лудовизи.
От 1760 до 1766 г. Грегорио Салвиати е вицелегат в Авиньон. На 23 юни 1777 г. папа Пий VI го издига на кардинал. На 27 август 1777 г. папата го освобождава от получаване на помазване. От 27 септември 1780 г. той е кардиналдякон. Салвиати също е кардиналпротодякон.
Той е последният от значимата благородническа фамилия Салвиати от Флоренция, чиято собственост чрез сестра му Анна Мария, съпруга на Марк Антонио IV Боргезе (1730 – 1800), отива на фамилията Боргезе. Нейният син княз Камило Филипо Лудовико Боргезе (1775 – 1832) е съпруг на Паулина Бонапарт и зет на Наполеон I.